# تیلور داردن
تیلور داردن (انگلیسی: Taylor Dearden؛ زادهٔ ۱۲ فوریهٔ ۱۹۹۳) هنرپیشه اهل ایالات متحده آمریکا است. وی از سال ۲۰۱۰ میلادی تاکنون مشغول فعالیت بوده‌است.